# Championnats du monde de cyclo-cross 1959
Navigation
Édition précédente Édition suivante
Les championnats du monde de cyclo-cross 1959 ont lieu le 15 février 1959 à Genève en Suisse. Une épreuve masculine est au programme. L'Italien Renato Longo met fin à la domination des coureurs français qui avaient remportés les neuf premières éditions.

## Podiums
| Épreuves | Or           | Argent         | Bronze           |
| -------- | ------------ | -------------- | ---------------- |
| Élites   | Renato Longo | Rolf Wolfshohl | Amerigo Severini |

## Classement des élites
| Pos. | Cycliste               | Pays                 | Temps       |
| ---- | ---------------------- | -------------------- | ----------- |
|      | Renato Longo           | Italie               | 56 min 39 s |
|      | Rolf Wolfshohl         | Allemagne de l'Ouest | + 0:14      |
|      | Amerigo Severini       | Italie               | + 0:24      |
| 4    | André Dufraisse        | France               | + 1:39      |
| 5    | Jean Schmit            | Luxembourg           | + 1:54      |
| 6    | Firmin Van Kerrebroeck | Belgique             | + 2:23      |
| 7    | André Brulé            | France               | + 2:58      |
| 8    | Antonio Barrutia       | Espagne              | + 2:58      |
| 9    | Romano Ferri           | Italie               | + 3:21      |
| 10   | Pierre Kumps           | Belgique             | + 3:25      |

## Tableau des médailles
| Rang | Nation               | Or | Argent | Bronze | Total |
| ---- | -------------------- | -- | ------ | ------ | ----- |
| 1    | Italie               | 1  | 0      | 1      | 2     |
| 2    | Allemagne de l'Ouest | 0  | 1      | 0      | 1     |